# Ducado de las Torres
El ducado de las Torres es un título nobiliario español creado el 4 de abril de 1907 por el rey Alfonso XIII a favor de Gonzalo de Figueroa y Torres, Senador del Reino, i conde de Mejorada del Campo, vii marqués de Villamejor, viii vizconde de Irueste.

## Antecedentes
Gonzalo de Figueroa y Torres era hijo de Ignacio de Figueroa y Mendieta y de Ana Torres Romo, vi marquesa de Vllamejor, vi vizcondesa de Irueste.
Era, por tanto hermano de Álvaro de Figueroa y Torres, i conde de Romanones, que fue Presidente del Senado de España, Presidente del Congreso de los Diputados de España, Presidente del Consejo de Ministros, y amigo personal del rey Alfonso XIII, lo que le valió a él y a sus hermanos numerosos títulos nobiliarios, entre ellos el ducado de Tovar, para su hermano Rodrigo de Figueroa y Torres, el ducado de las Torres, junto con el condado de Mejorada del Campo para su hermano Gonzalo de Figueroa y Torres.
El ducado de las Torres fue concedido a Gonzalo de Figueroa y Torres, por Alfonso XIII a instancias de su hermano Álvaro, como una rehabilitación del principado de las Torres que el archiduque Carlos de Habsburgo, pretendiente al trono de España a la muerte de Carlos II, había creado el 19 de mayo de 1725 , para José Antonio de Torres y Mesía, i marqués de Villamejor, vizconde de Irueste, antepasado de los Figueroa.
Se da la circunstancia de que cuando el Archiduque Carlos de Habsburgo, crea el principado de las Torres, ya era Emperador de Austria y ya había renunciado al trono de España en favor de Felipe V, por lo que esta creación del principado de las Torres , como título español, era de una legalidad más que dudosa.

## Duques de las Torres
|                           | Titular                       | Periodo                   |
| Creación por Alfonso XIII | Creación por Alfonso XIII     | Creación por Alfonso XIII |
| ------------------------- | ----------------------------- | ------------------------- |
| i                         | Gonzalo de Figueroa y Torres  | 1907-1921                 |
| ii                        | Gonzalo de Figueroa y O'Neill | 1922-1958                 |
| iii                       | Jaime de Figueroa y O'Neill   | 1961-1967                 |
| iv                        | Jaime de Figueroa y Castro    | 1968-2015                 |
| v                         | Mónica de Figueroa y Cernuda  | 2016-actualidad           |

## Historia de los duques de las Torres
- Gonzalo de Figueroa y Torres Sotomayor (1861-1921), i duque de las Torres, i conde de Mejorada del Campo, vii marqués de Villamejor, vii vizconde de Irueste.

1. Casó con María Manuela O'Neill y Salamanca, Dama de la Reina Victoria Eugenia de Battenberg, hija de los marqueses de la Granja. Le sucedió su hijo:

- Gonzalo de Figueroa y O'Neill (1895-1958), ii duque de las Torres, viii marqués de Villamejor, iii marqués de Pacheco, xi marqués de la Adrada. Soltero. Sin descendientes. Le sucedió su hermano:

- Jaime de Figueroa y O'Neill (1903-1967), iii duque de las Torres, ix marqués de Villamejor, iv marqués de Pacheco, xii marqués de la Adrada, ii conde de Mejorada del Campo.

1. Casó con Ana María de Castro y Gámez. Le sucedió su hijo:

- Jaime de Figueroa y Castro (1942-2015), iv duque de las Torres, x marqués de Villamejor, V marqués de Pacheco, iii conde de Mejorada del Campo, ix vizconde de Irueste (por rehabilitación en 1984 y permutado ese mismo año por vizconde de Yrueste).

1. Casó con Ángela Cernuda. Le sucede la hija de ambos:

- Mónica de Figueroa y Cernuda, v duquesa de las Torres, xi marquesa de Villamejor, iv condesa de Mejorada del Campo, xi vizcondesa de Yrueste.

Actual duquesa de las Torres